# Chrysichthys habereri
Chrysichthys habereri är en fiskart som beskrevs av Franz Steindachner 1912. Chrysichthys habereri ingår i släktet Chrysichthys och familjen Claroteidae. IUCN kategoriserar arten globalt som livskraftig. Inga underarter finns listade i Catalogue of Life.